# Nguyễn Việt Chiến
Nguyễn Việt Chiến sinh ngày 8 tháng 10 năm 1952, quê ở Chàng Sơn, Thạch Thất, Hà Tây, là nhà báo và nhà văn tác nghiệp tại Hà Nội. Ông là ký giả đầu tiên nhận được những tài liệu trinh sát về băng nhóm tội phạm Năm Cam có bút phê chỉ đạo của Thủ tướng Võ Văn Kiệt. Một số bút danh ông dùng khi làm thơ trong đó bao gồm Nguyễn Văn Nguyễn và Từ Kim Việt.

## Tiểu sử
Nguyễn Việt Chiến đi bộ đội từ năm 1970, xuất ngũ năm 1974 và vào đại học. Tốt nghiệp đại học ngành địa chất. Năm 1990 chuyển sang viết báo, năm 1991 công tác ở báo Văn Nghệ, năm 1992 về làm phóng viên tại báo Thanh Niên.
Ông đã có gia đình và bốn con với bốn cháu và sinh sống tại Hà Nội.

## Sự kiện
Vào tháng 5 năm 2008, Nguyễn Việt Chiến bị bắt tạm giam vì hành vi "Lợi dụng chức vụ quyền hạn khi thi hành công vụ" liên quan đến việc thông tin về vụ án PMU18. Gia đình ông có đơn xin bảo lãnh trong thời hạn tạm giam nhưng đã bị bác bỏ, một số báo đã đăng tin bày tỏ bất bình song cũng đã bị đã nhận được chỉ thị không được tiếp tục đăng về vụ việc.
Vào ngày 15 tháng 10 năm 2008, Hội đồng xét xử - Tòa án Nhân dân Tối cao Hà Nội đã tuyên phạt Nguyễn Việt Chiến 2 năm tù giam vì tội "lợi dụng các quyền tự do dân chủ xâm phạm lợi ích của Nhà nước, quyền, lợi ích hợp pháp của tổ chức, công dân". Nhiều tổ chức quốc tế như Tổ chức Ân xá Quốc tế và Tổ chức Phóng viên không Biên giới kêu gọi trả tự do ngay lập tức và không điều kiện cho nhà báo Nguyễn Việt Chiến vì cho rằng ông là tù nhân lương tâm. Chính phủ Úc cũng lên tiếng và được hứa hẹn sẽ sớm thả trong tương lai gần.
Theo thứ trưởng Bộ Công an Việt Nam Lê Thế Tiệm, do thành tích cải tạo tốt, đã tỏ ra "ăn năn hối cải và hợp tác", ngày 15 tháng 01 năm 2009 Nguyễn Việt Chiến đã được đặc xá trước Tết nguyên đán Kỷ Sửu sau tám tháng thụ hình án tù giam. Đầu năm 2009, Nguyễn Việt Chiến trở lại làm việc cho báo Thanh Niên.

## Tác phẩm
- Mưa lúc không giờ, Thơ, Nhà xuất bản Hội nhà văn năm, 1992.
- Ngọn sóng thời gian,Thơ, Nhà xuất bản Thanh Niên, 1998.
- Cỏ trên đất, Thơ, Nhà xuất bản Quân đội nhân dân, 2000.
- Những con ngựa đêm, Thơ, Nhà xuất bản Hội nhà văn năm 2003.
- "Thơ Việt Nam tìm tòi và cách tân 1975-2005". Phê bình và tiểu luận, Nhà xuất bản Hội nhà văn, 2007.
- " Tổ Quốc nhìn từ biển" Thơ 2011, đã được nhạc sĩ Phạm Minh Thuận phổ nhạc.[16]

## Giải thưởng
Từ năm 1990-2004, đã được trao 5 giải thưởng về thơ: Giải nhì Cuộc thi thơ báo Văn Nghệ, Hội Nhà Văn Việt Nam (1989-1990); Giải nhì cuộc thi Thơ hay về biển của Vũng Tàu(1992); Giải nhì cuộc thi Thơ Tạp chí Văn nghệ 1998-1999; Giải thưởng của Hội Nhà văn Hà Nội (2004) và Hội Nhà văn Việt Nam năm 2004 cho tập thơ Những con ngựa đêm. Ngoài ra, Hội Nhà Văn Hà Nội tổ chức hội thảo tập sách phê bình "Thơ Việt Nam tìm tòi và cách tân" nhân Ngày Thơ Nguyên Tiêu (2008).
Khi đang chấp hành án phạt tù, nhà báo Nguyễn Việt Chiến được đề cử giải thưởng báo chí, thể loại Nhà báo, của tổ chức Phóng viên không biên giới (RSF) vì "đã cống hiến cho tự do thông tin qua công việc, chính kiến và thái độ" của mình.